# Nyssia langei
Nyssia langei là một loài bướm đêm trong họ Geometridae.